# بيني أفرات
بيني أفرات (بالعبرية: בני אפרת) هو رسام ونحات وصانع أفلام إسرائيلي ولد في سنة 1936 في بيروت، هاجر في سنة 1947 إلى فلسطين، وتلقى تعليمه في معهد أفني للتصيم والفنون في تل أبيب، هو واحد من أوائل الفنانين التصويريين في إسرائيل مع بوكي شفارتز و ميخائيل غيتلين، أخذت أعماله الفنية لتصور في الأفلام الأمريكية، وقد فاز بعدة جوائز نتيجة أعماله.

## معرض صور

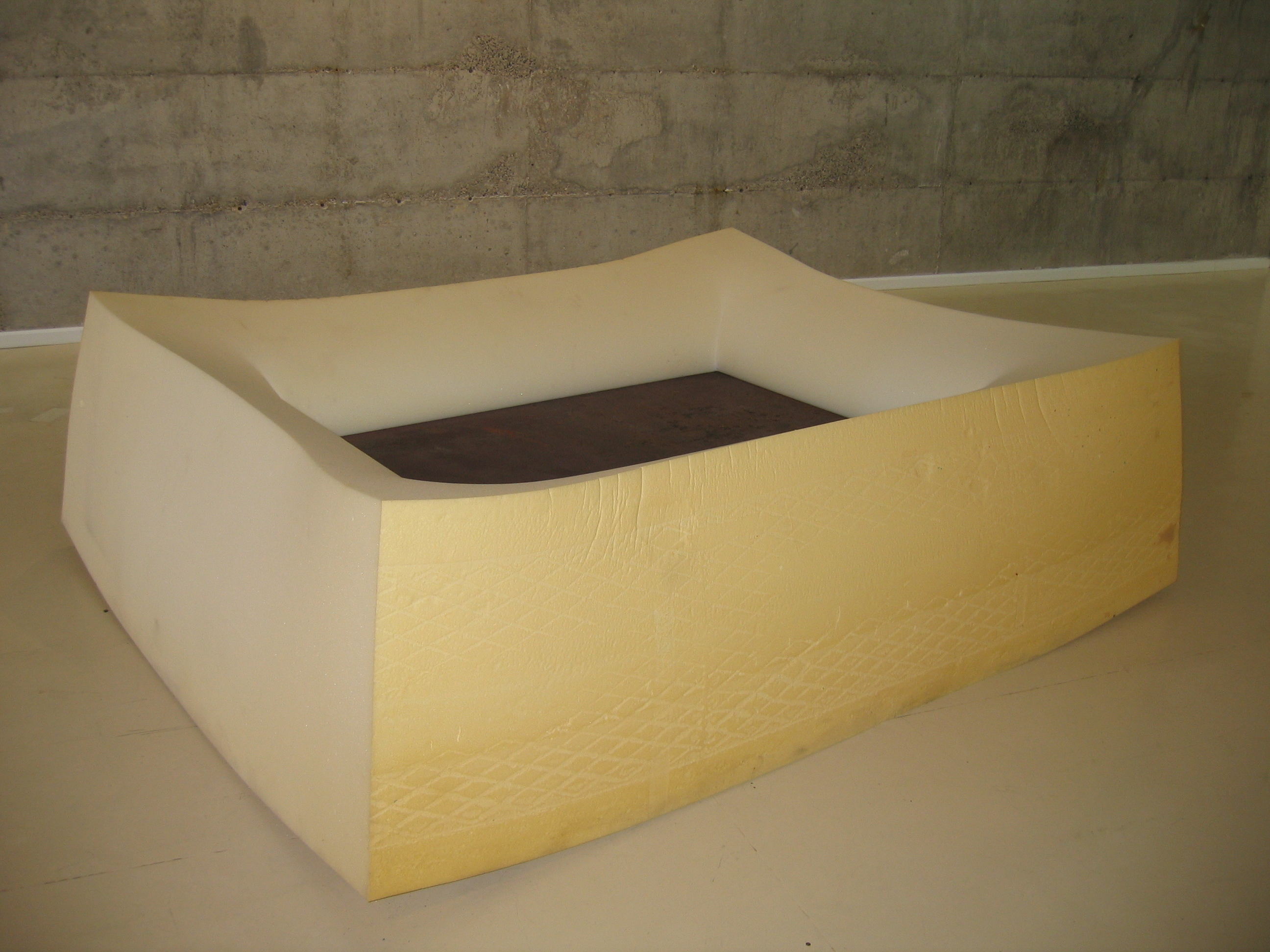
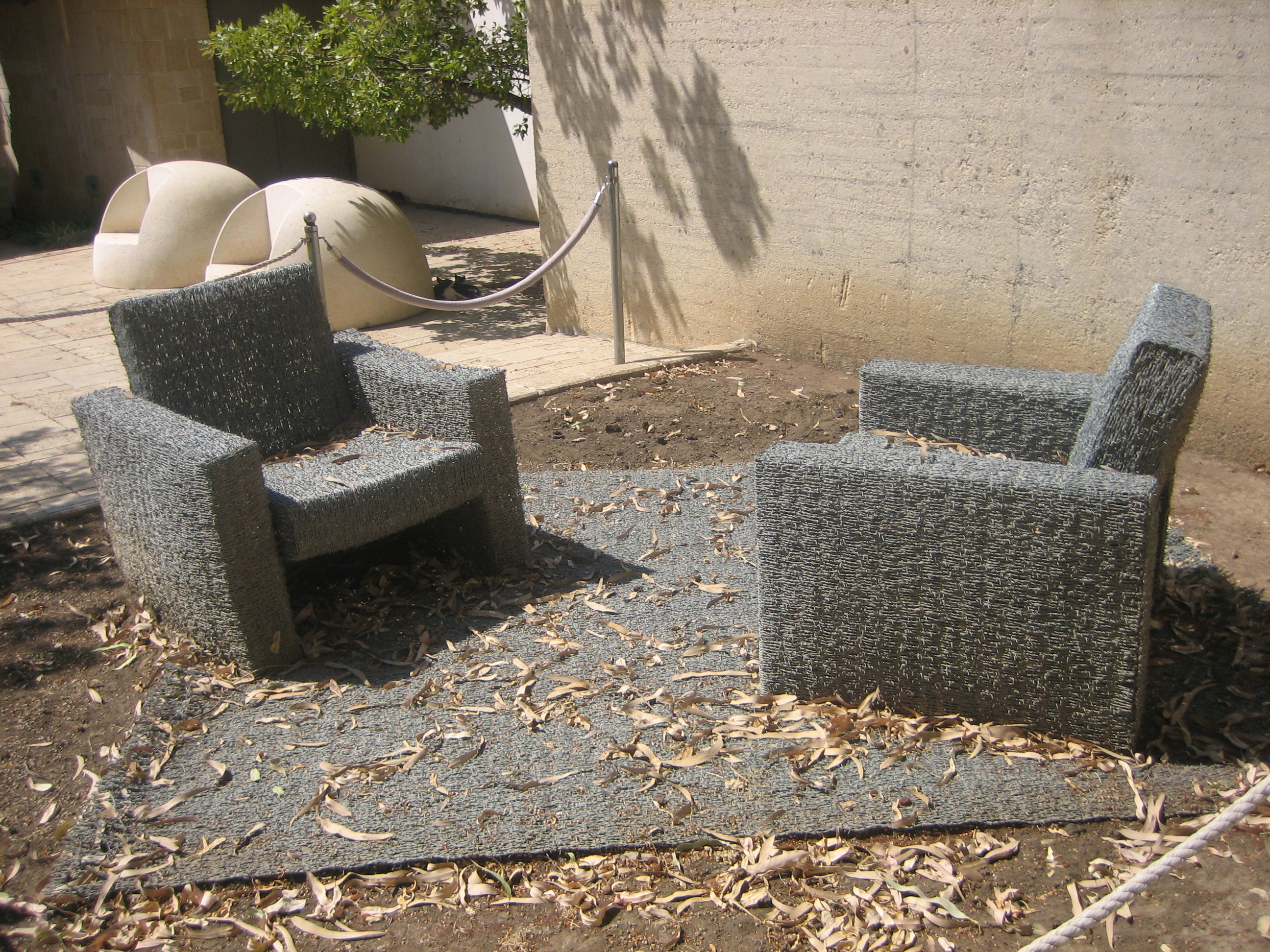
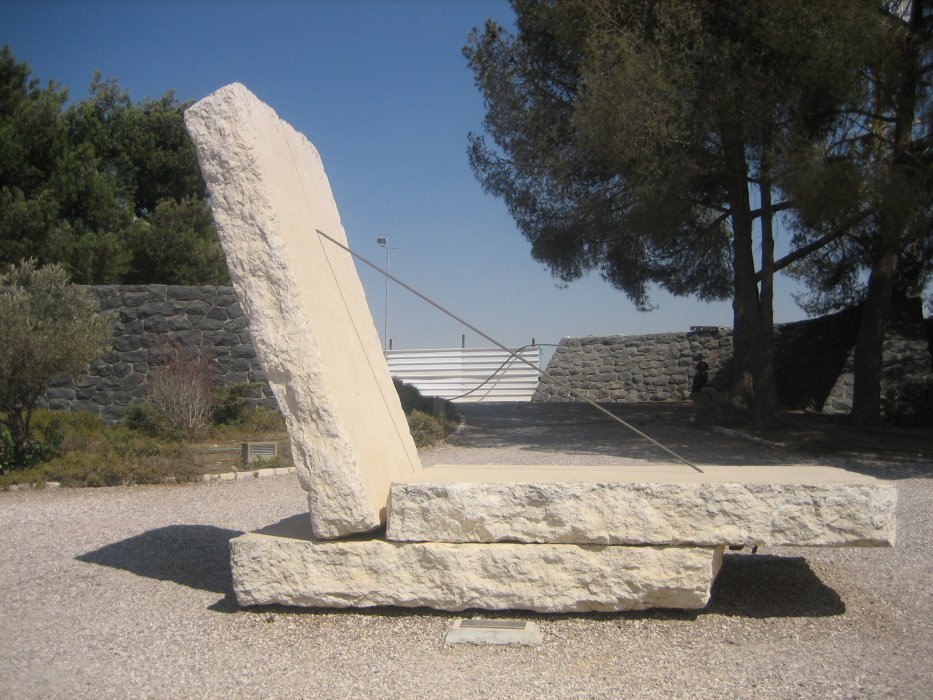
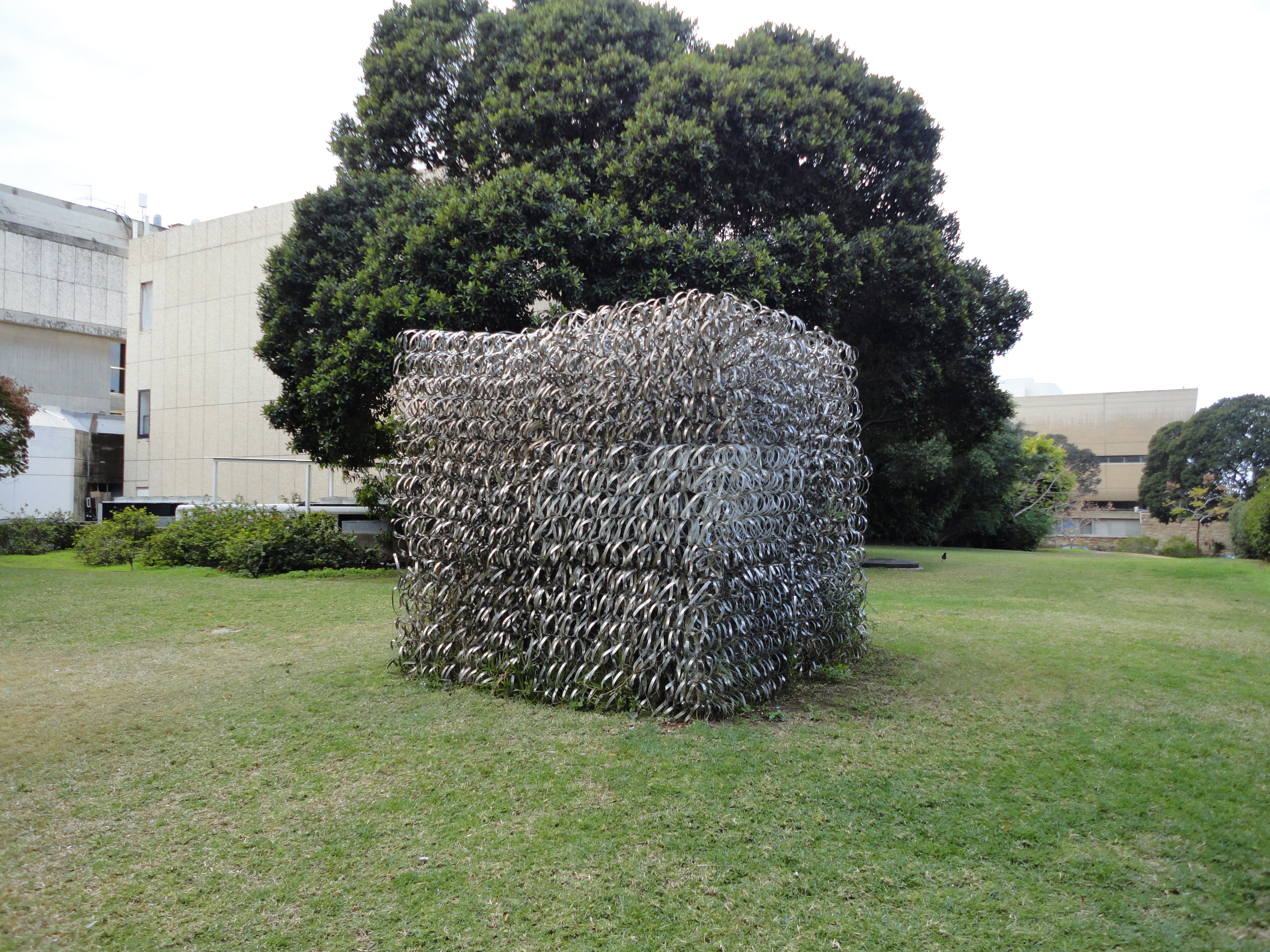